# Los Cinco Pintores

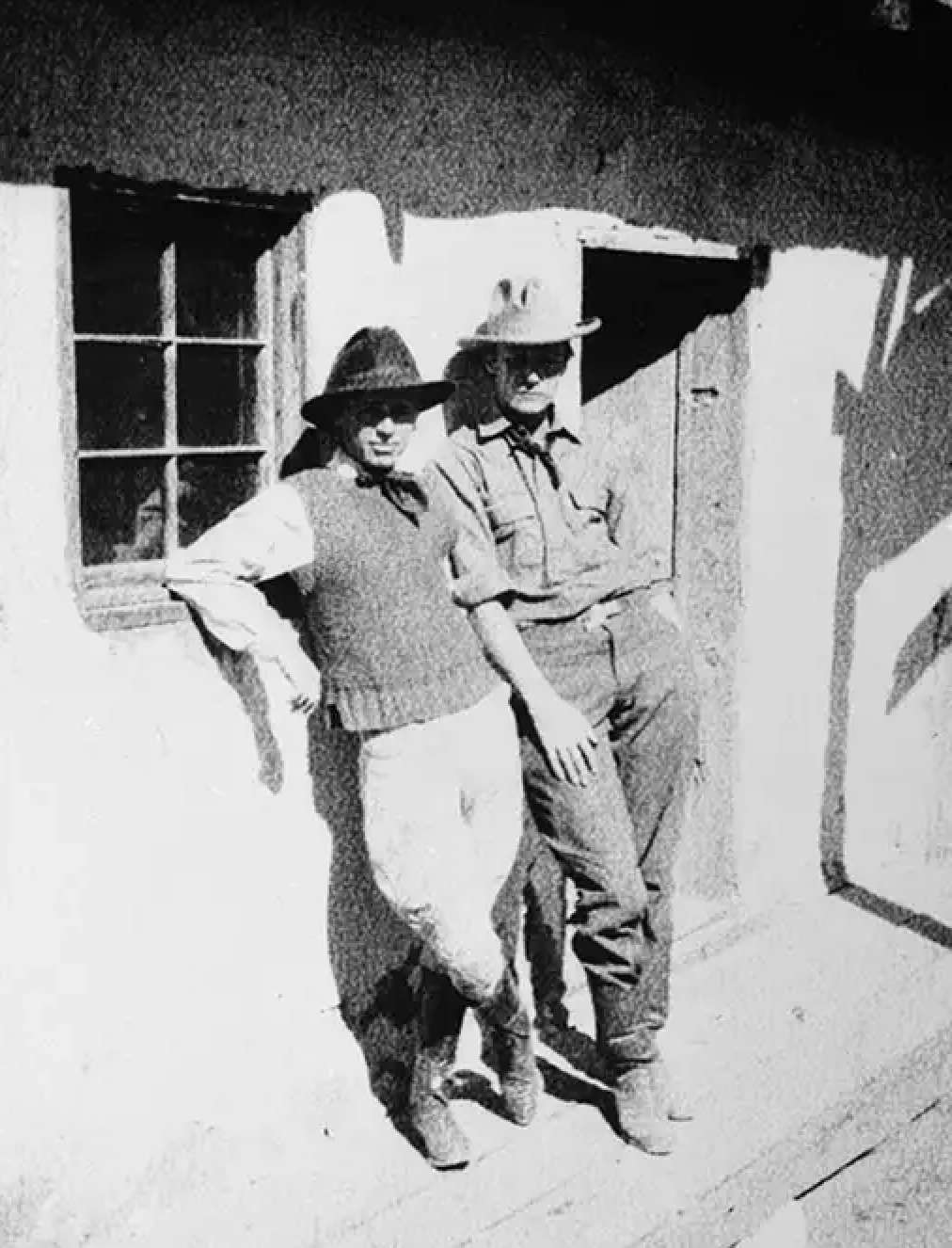
Fremont Ellis (li.) und Willard Nash (re.) in Canyoncito, New Mexico, 1920

Los Cinco Pintores (dt.: „Die fünf Maler“) war eine Künstlergruppe des frühen 20. Jahrhunderts in Santa Fe, New Mexico, bestehend aus Will Shuster, Fremont Ellis, Walter Mruk, Jozef Bakos und Willard Nash. Diese Maler ließen sich von den Menschen und der Landschaft New Mexicos inspirieren. Die Gruppe löste sich 1926 offiziell auf.

## Geschichte
1921 waren die fünf Künstler nach Santa Fe gezogen und gründeten in diesem Jahr ihre Künstlergruppe. Zu diesem Zeitpunkt waren alle in ihren Zwanzigern und neu in Santa Fe. Ihr erklärtes Ziel war es, „die Kunst zu den Menschen zu bringen“, indem sie an Orten wie Schulen, Krankenhäusern, Fabriken und sogar im Gefängnis von New Mexico ausstellten.
Die Eröffnung des New Mexico Museum of Art in Santa Fé im Jahr 1917 signalisierte, dass New Mexico ein Ort war, an dem die Künste geschätzt und gefördert wurden, was viele Künstler aus dem ganzen Land dazu veranlasste, hier zu leben und zu arbeiten. Santa Fe begann eine künstlerische Identität zu entwickeln, die sich von der in Taos unterschied. Die hier arbeitenden Künstler gründeten ihre eigenen Gruppen, darunter Los Cinco Pintores in den 1920er Jahren und die Rio Grande Painters Group eine Generation später. Die meisten dieser Gruppen waren formell nur kurze Zeit aktiv.
Im Dezember 1921 präsentierte das New Mexico Museum of Art die erste einer Reihe von Gruppenausstellungen. Zusätzlich zu ihrer Midwestern Touring Exhibit von 1922 organisierten die Los Cinco Pintores 1923 eine Ausstellung in Los Angeles mit dem Titel "Exhibition of Painting by Artists of New Mexico", die von der New Mexico Museum of Art im Dezember 1921 veranstaltet wurde.